# Axinella waltonsmithi
Axinella waltonsmithi är en svampdjursart som först beskrevs av de Laubenfels 1953.  Axinella waltonsmithi ingår i släktet Axinella och familjen Axinellidae.
Artens utbredningsområde är Florida. Inga underarter finns listade i Catalogue of Life.